# Helkronede
De helkronede er en underklasse af planter, hvis blomster har det fællestræk, at kronbladene er sammenvoksede i større eller mindre grad. Engler betragtede i sin systematik de helkronede som en gruppe af sent opståede eller mere højt udviklede i forhold til de mere oprindelige, frikronede, og de primitive kronløse. I dag har man – stort set – forladt den opdeling, fordi det viser sig, at disse kendetegn er opstået flere gange og uafhængigt af hinanden. De kan altså ikke bruges som ordningskriterier i taxonomien.

## Eksempler på helkronede planter
- Gul Snerre (Galium verum)
- Oliven (Olea europaea)
- Storfrugtet Blåbær (Vaccinium corymbosum)
- Svalerod-Ensian (Gentiana asclepiadea)
- Ægte Lavendel (Lavandula angustifolia)